# Eugènia Bieto Caubet
Eugènia Bieto Caubet, más conocida como Eugènia Bieto (Barcelona, 1950) es profesora y ha sido la primera mujer directora de Esade desde febrero de 2010, sustituyendo a su anterior director, Carlos Losada. Se mantuvo como directora de la institución hasta el 2018, año en que fue sustituida en el cargo por Koldo Echebarría. A pesar de ser una experta en asuntos financieros, muestra especial interés por los proyectos emprendedores, y desarrolla políticas públicas del Fomento del Espíritu Emprendedor. Estudió empresariales, realizó un máster en Dirección de Empresas y se doctoró en la Universitat Ramon Llull de Barcelona.

## Esade
En una entrevista a la Vanguardia, Bieto Caubet comenta las iniciativas que desde Esade pretenden fomentar la igualdad de género en las empresas, en las que alega que "los cargos de responsabilidad continúan copados por hombres". Se trata de los programas Promociona, para acompañar y aumentar el número de mujeres líderes, y Progresa, para aquellas mujeres que se encuentran en un nivel intermedio. Finalmente, el programa Chicas imparables está diseñado para fomentar el interés para la dirección y gestión entre chicas de dieciséis años. Sobre la importancia de que la mujer lidere empresas y equipos, la ex directora general de Esade argumenta que "se trata de un acto de justicia porque las mujeres valen exactamente el mismo que los hombres, y porque es una oportunidad de crecimiento para las empresas. Cuanto más diversos son los equipos de trabajo, más creativos e innovadores se vuelven". Sobre las dinámicas didácticas en las escuelas de negocio admite" nos tenemos que esforzar para estudiar más casos en que las mujeres directivas sean protagonistas. Además, la investigación también tiene que tener una perspectiva de género"